# Divertis
Divertis is een Roemeense humorgroep die veel grappige liedjes zingt en op de Roemeense tv komt.
De groep is opgericht in het jaar 1981 door Toni Grecu, Florin Constantin en Doru Antoneși, toen ze net hun studie hadden afgerond.
Divertis werd pas echt bekend in de jaren 90, toen ze op de radio hun programma hadden en later ook op tv.
De elf leden van Divertis zijn: Toni Grecu, Florin Constantin, Doru Antoneși, Ghighi Bejan, Doru Parcalabu, Ioan Gyuri Pascu, Valentin Darie, Catelin Mireuța, Christian Gretcu, Valentin Gora en Silviu Petcu
Een ander Roemeense humorgroep is Vacanța Mare.